# Éducation ouverte
Ne doit pas être confondu avec Ressources éducatives libres.
L'éducation ouverte, ou la pédagogie ouverte, est un mouvement éducatif fondé sur l'ouverture, qui entretient des liens avec d'autres mouvements éducatifs tels que la pédagogie critique. Elle est également basée sur une position éducative qui favorise l'élargissement de la participation et de l'inclusion dans la société. L'éducation ouverte élargit l'accès à l'apprentissage et à la formation traditionnellement offerts par les systèmes d'éducation formelle  et est généralement offerte par le biais de l'enseignement en ligne et à distance. Le qualificatif  « ouvert » fait référence à l'élimination des obstacles qui peuvent empêcher à la fois les possibilités et la reconnaissance de la participation dans le cadre des apprentissages institutionnels. L'un des aspects de l'ouverture de l'éducation, tel que mentionné dans la désignation, est le développement et l'adoption de ressources éducatives libres.

## Contexte
Un exemple de pratique institutionnelle conforme à l'éducation ouverte consiste à réduire les barrières à l'entrée, par exemple en éliminant les conditions d'admission à l'université. Parmi les universités qui adoptent de telles pratiques, on compte l'Université ouverte (Open University) au Royaume-Uni, l'université Athabasca et l'université Thompson-Rivers, l'Open Learning au Canada et l'université ouverte de Catalogne, en Espagne, entre autres. Les cours en ligne ouverts à tous (CLOT ou MOOC) et l'OpenCourseWare par exemple constituent les approches les plus récentes et les plus visibles de l'éducation ouverte, adoptées par les universités du monde entier. Bien que de nombreux MOOC offrent une inscription gratuite, les coûts d'acquisition d'une certification peuvent constituer un obstacle. De nombreuses institutions qui souscrivent à l'éducation ouverte proposent des programmes de certification gratuits accrédités par des organisations telles que UKAS au Royaume-Uni et ANAB aux États-Unis ; d'autres utilisent un système de badge.

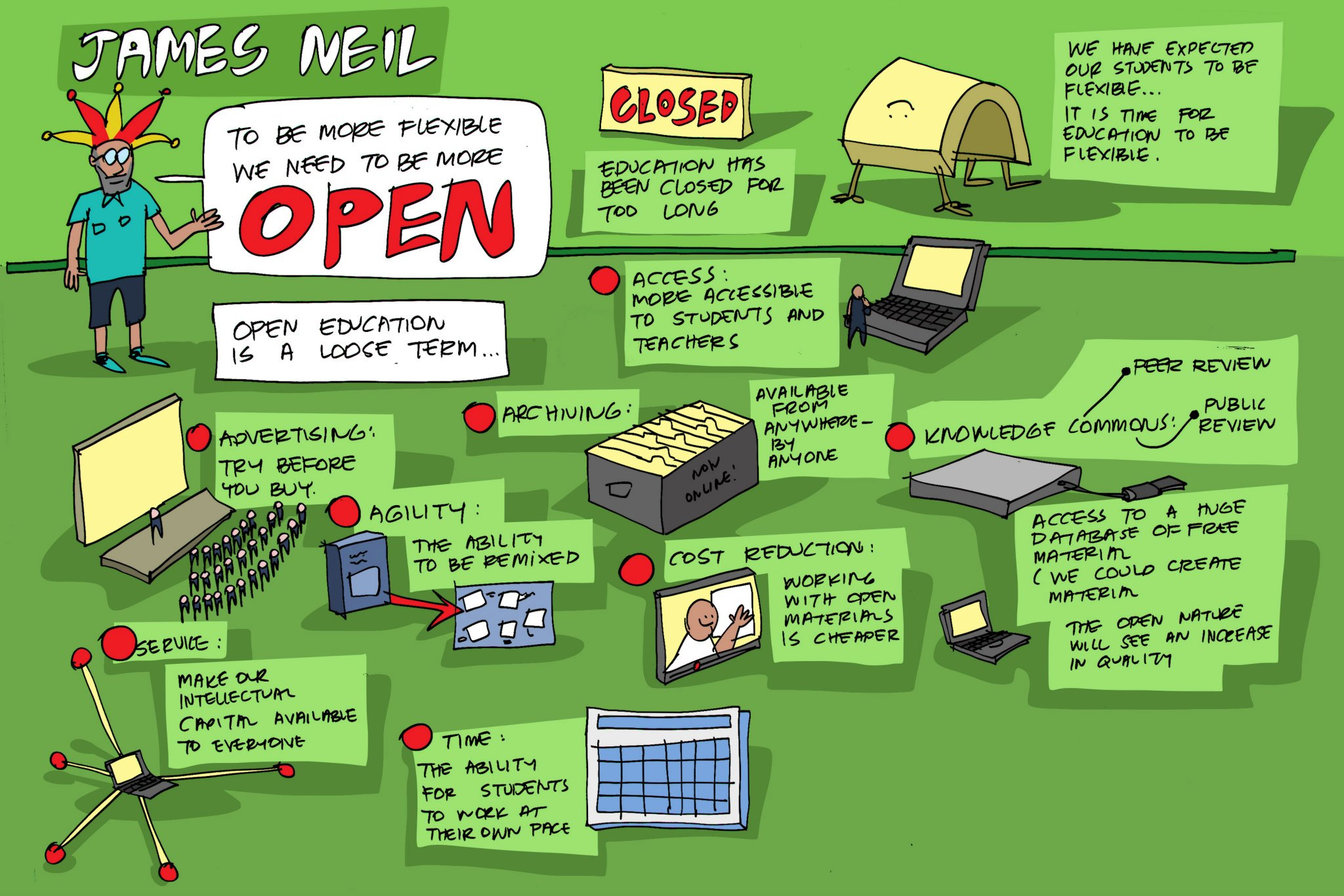
Éducation ouverte et apprentissage flexible

## Origines de l'éducation ouverte
L'éducation ouverte fait partie d'un mouvement d'ouverture plus large. Il trouve ses origines, en particulier dans l'enseignement supérieur, au XVIIe siècle dans la pensée de Comenius (Jan Amos Komenský), qui a proposé le libre accès à l'éducation comme objectif central. Certains auteurs ont constaté une discussion scientifique sur l'éducation ouverte issue des mouvements progressistes en éducation de la petite enfance, liée à l'ouverture des méthodes d'enseignement et à la promotion de l'autonomie de l'apprenant à l'intérieur et à l'extérieur de la classe.
L'ère d'après-guerre des années 1960 et 1970 a été confrontée à une « crise mondiale de l'éducation », alors que les systèmes éducatifs répondaient lentement à la demande d'enseignement supérieur à une époque de crise scientifique et économique et où la prospérité nécessitait de nouveaux modèles pour répondre aux besoins d'un groupe beaucoup plus large et diversifié d'apprenants tout au long de la vie . Ce contexte ramène la question de l'ouverture au sein de l'enseignement supérieur. Ces conditions ont conduit à la mise en place de systèmes d'enseignement ouverts et à distance à l'échelle mondiale, qui ont eux-mêmes développé de nombreuses idées novatrices et progressistes sur la manière de répondre aux besoins éducatifs de populations nombreuses et diversifiées d'apprenants. La mise en place de l'enseignement ouvert aujourd'hui au sein du système d'enseignement dominant, en particulier dans l'enseignement supérieur, est directement liée au développement des universités d'enseignement ouvert à partir des années 1970.
L'interdépendance de l'éducation ouverte et du progrès scientifique et économique n'est pas une coïncidence. L'ouverture en éducation est liée à l'évolution des besoins des sociétés, des cultures et des économies et, en particulier, à l'évolution rapide des technologies numériques et en réseau. La technologie, la pédagogie et les développements socio-économiques connexes entretiennent une relation symbiotique avec l'enseignement ouvert et à distance, ainsi qu'avec les fondements intellectuels et théoriques qui définissent sa pratique ,.
L'émergence la plus récente de l'éducation ouverte est liée à la capacité de partager des ressources sur le Web, à moindre coûts par rapport à la distribution de matériel protégé par le droit d'auteur courant dans l'enseignement supérieur. Un des premiers exemples est le programme OpenCourseWare, créé en 2002 par le Massachusetts Institute of Technology (MIT), qui a été suivi par plus de deux-cents universités et organisations. Semblables à la Déclaration de Berlin sur le libre accès à la connaissance dans les sciences et les sciences humaines du mouvement du libre accès, les objectifs et les intentions de l'éducation ouverte sont spécifiés dans la Déclaration du Cape sur l'Éducation ouverte.
Les cours en ligne ouverts à tous (CLOT ou MOOC) est une forme plus récente de cours en ligne basé sur des principes d'ouverture qui suscite une attention croissante depuis le début des années 2010, illustrée par des plateformes en ligne telles que edX, Coursera et Udacity.

## Caractéristiques communes de l'éducation ouverte
L'éducation ouverte est souvent considérée comme un bien sans équivoque, faisant partie d'un mouvement plus large d'ouverture dans la société (c'est-à-dire la connaissance ouverte, le gouvernement ouvert, l'accès ouvert, les données ouvertes, le code source ouvert et la culture ouverte). Cependant, des approches critiques de l'éducation ouverte ont également été développées et soulignent des perspectives différentes et la nécessité d'un examen nuancé des contextes d'ouverture, une focalisation sur les questions de participation, de pouvoir et de justice sociale, un dépassement des binômes entre ouvert et fermé ainsi que l'examen des relations entre les conditions formelles, non formelles et informelles d'éducation ouverte de même que les relations entre les enseignants et les apprenants,,. L'ouverture dans l'éducation est considérée comme un terme à la fois compréhensible et contesté avec de multiples couches et autant de dimensions. Il peut être caractérisé comme un concept adaptatif, flexible et évolutif ,. Les partisans de l'ouverture dans l'éducation soutiennent que pour tirer pleinement parti des avantages de l'éducation ouverte, il est nécessaire de se concentrer sur les pratiques éducatives ouvertes (en anglais, open educational practices ou OEP). En utilisant les pratiques éducatives ouvertes, les éducateurs ouverts reconnaissent l'omniprésence des connaissances à travers les réseaux et aménagent un apprentissage qui vise à promouvoir l'agentivité de l'apprenant, l'autonomisation et la participation civique mondiale . De même, il existe d'autres mouvements parallèles dans l'éducation qui soutiennent l'ouverture, notamment l'apprentissage en réseau, l'apprentissage connecté et les technologies sociales.
Les caractéristiques communes de l'éducation ouverte dans la pratique tentent de créer des opportunités pour les apprenants qui leur permettent de :
- accéder à l'éducation, aux ressources éducatives ouvertes, aux manuels scolaires ouverts et aux bourses d'études ouvertes
- collaborer avec les autres, au-delà des frontières des institutions, des systèmes institutionnels et des lieux géographiques
- créer et co-créer des connaissances ouvertement
- intégrer les pratiques, les réseaux et les identités d' apprentissage formels et informels

## Fondements théoriques de l'éducation ouverte

Éducation ouverte et apprentissage flexible

L'éducation ouverte est motivée par la conviction que les apprenants veulent exercer leur libre arbitre dans leurs études, en particulier dans une perspective d' apprentissage tout au long de la vie. Tout au long de son histoire, l'éducation ouverte a été associée à plusieurs significations : accès, flexibilité, équité, collaboration, capacité d'action, démocratisation, justice sociale, transparence et suppression des barrières . Les chercheurs et les praticiens dans le domaine de l'éducation ouverte ont adopté des théories éducatives génériques telles que le constructivisme social, le comportementalisme et le cognitivisme, et ont ensuite généré leurs propres fondements théoriques à la suite de l'émergence d' universités ouvertes  et à l'émergence d'universités puissantes et sophistiquées. les technologies numériques, telles que l' apprentissage en réseau ou le connectivisme. L'éducation ouverte a également été influencée par la philosophie de l'ouverture, caractérisée par l'accent mis sur la transparence et la collaboration . Les conceptualisations initiales de l'éducation ouverte étaient caractérisées par une étude indépendante, où les apprenants sont indépendants du temps et de l'espace grâce à l'apprentissage asynchrone, mais également indépendants dans le développement de leurs propres stratégies et pratiques d'apprentissage, axées sur l'apprentissage personnalisé et l'autonomie et l'action de l'apprenant.
Plus récemment, les théories qui soutiennent l'éducation ouverte se sont développées parallèlement à l'évolution rapide des technologies numériques en réseau et à la sophistication des logiciels sociaux. Le modèle de communauté d'enquête (CoI) proposé par Garrison, Anderson et Archer (2000)  été développé pour fournir un ordre conceptuel et agir comme un outil heuristique pour l'utilisation de la communication assistée par ordinateur à l'appui d'expériences éducatives, particulièrement pertinentes. pour l'éducation en ligne et ouverte. Le modèle CoI soutient qu'une expérience d'apprentissage en ligne significative est créée par une combinaison et une interaction entre la présence cognitive, sociale et pédagogique ,.
Une gamme d'autres théories et cadres conceptuels se rapportent à l'éducation ouverte, y compris le connectivisme qui adopte une approche non linéaire de l'apprentissage, influencée par la théorie de la complexité, où les communautés de connaissances sont formées par des connexions forgées dans un environnement d'apprentissage en réseau (Siemens, 2005) . Le connectivisme est lié à l'ouverture en mettant l'accent sur l'autonomie et l'agence de l'apprenant et son utilisation des REL. L'étude de l'apprentissage autodéterminé, connu sous le nom d'heutagogie, se rapporte également à l'éducation ouverte, fondée sur les principes d'auto-efficacité et de capacité, de métacognition et de réflexion, et d'apprentissage non linéaire. L'apprentissage autodéterminé est souvent considéré comme faisant partie d'une expérience continue entre la pédagogie, l'andragogie et l'héutagogie, reflétant un passage d'environnements et d'activités centrés sur l'enseignant à des environnements et des activités déterminés par l'apprenant. Un cadre d'écologies d'apprentissage soutient l'éducation ouverte à travers une perspective d'apprentissage à la fois tout au long de la vie et à l'échelle de la vie, qui consiste à apprendre simultanément à différents endroits dans les multiples contextes dans lesquels on habite. Une approche des écologies d'apprentissage repose sur les possibilités des nouvelles technologies pour faciliter l'apprentissage autonome, axé sur les intérêts et traversant les frontières, en corrélation avec le mouvement d'ouverture dans l'éducation. Une approche d'apprentissage rhizomatique peut également sous-tendre des formes d'éducation ouverte, caractérisées comme un processus organique où le programme est connecté à la communauté et où l'apprenant navigue dans des environnements d'apprentissage diversement connectés en établissant des liens, en négociant le processus d'apprentissage et en s'adaptant au changement (Cormier, 2008, p. 16) . Dans les fondements théoriques les plus récents de l'éducation ouverte, y compris le connectivisme, l'heutagogie et l'apprentissage rhizomatique, l'ouverture découle de la conception centrée sur l'apprenant et non linéaire des contextes et des ressources d'apprentissage et de la promotion de l'agence et de l'autonomie de l'apprenant.

## Techniques pour l'éducation ouverte
Les techniques disponibles pour l'éducation ouverte sont importantes pour l'efficacité globale du programme. Elles favorisent une ouverture absolue dans la diffusion de l'éducation, éliminant les obstacles, y compris, mais sans s'y limiter, le coût et l'accès à des ressources gratuites et pertinentes. Une fois que les techniques disponibles ont été trouvées, il doit y avoir des applications appropriées sur les techniques pour le programme d'éducation en ligne spécifique.
Étant donné que l'éducation ouverte se produit généralement à un moment et à un endroit différents pour la plupart des individus à travers le monde, certaines technologies doivent être utilisées pour améliorer le programme. Ces technologies sont principalement en ligne et servent à diverses fins. Des sites Web et d'autres formations sur ordinateur peuvent être utilisés pour fournir des notes de cours, des évaluations et d'autres supports de cours. Des vidéos sont fournies et présentent des conférenciers, des événements de classe, des discussions sur des sujets et des entretiens avec des professeurs. YouTube et iTunesU sont souvent utilisés à cette fin. Les étudiants peuvent interagir via des visioconférences avec Skype ou Google+, des e-mails, des groupes d'étude en ligne ou des annotations sur des sites de partage de signets sociaux. D'autres contenus de cours peuvent être fournis sous forme de cassettes, d'imprimés et de CD.
Les gouvernements, les institutions et les gens réalisent l'importance de l'éducation. La connaissance humaine est cruciale pour produire des leaders, des innovateurs et des enseignants compétents. Les systèmes éducatifs doivent offrir à chaque individu la possibilité de se construire une vie meilleure. La technologie a facilité l'expansion des possibilités d'éducation. Grâce à Internet, les étudiants peuvent facilement trouver des informations sur pratiquement n'importe quel sujet tandis que les mentors sont capables de partager leur expertise avec n'importe quel étudiant en quelques secondes. Le matériel pédagogique est diffusé à un public mondial sans frais supplémentaires. L'évolution de la technologie permet aux apprenants d'interagir avec la communauté mondiale dans le confort de leur foyer. Dans le cadre de l'enseignement à distance, les universités et les collèges étendent leur impact grâce à des cours en ligne que les personnes de n'importe quel pays peuvent suivre.
L'éducation ouverte comprend des ressources telles que des pratiques et des outils qui ne sont pas entravés par des obstacles financiers, techniques et juridiques. Ces ressources sont utilisées et partagées facilement dans les environnements numériques. La technologie a révolutionné les techniques d'envoi et de réception d'informations au quotidien notamment dans le domaine de l'éducation. La disponibilité des ressources Web a tout transformé. L'éducation ouverte est fondée sur des ressources éducatives libres (REL) composées de sources d'apprentissage, d'enseignement et de recherche . Avec Open Education, les coûts des manuels scolaires qui ont augmenté de plus de trois fois le taux d'inflation pendant de nombreuses années ne doivent pas entraver l'éducation. Sur la base de l'examen par NBC News des données du Bureau des statistiques du travail du Département du travail, les prix des livres pour étudiants ont augmenté de trois fois les taux d'inflation de janvier 1977 à juin 2015, reflétant une augmentation de 1 041 % ,.
Les REL peuvent éventuellement résoudre ce problème puisque les documents sont gratuits en ligne et économiques sous forme imprimée. Les ressources destinées à l'achat de manuels scolaires peuvent être réorientées vers la technologie, l'amélioration du support d'instructions et la réduction de la dette. Des études de recherche ont également montré que de nombreux étudiants apprennent davantage grâce à leur accès à du matériel de qualité. La technologie a également un potentiel illimité pour élever l'enseignement et l'apprentissage à un niveau supérieur.

## Approches critiques de l'éducation ouverte
Il existe un certain nombre de préoccupations concernant la mise en œuvre de systèmes d'éducation ouverts, en particulier pour une utilisation dans les pays en développement. Il s'agit notamment d'un manque potentiel de contrôle administratif et de systèmes d'assurance qualité pour les éducateurs et le matériel dans certains programmes, des limitations d'infrastructure dans les pays en développement, un manque d'égalité en termes d'accès aux technologies nécessaires à la pleine participation des étudiants aux initiatives d'éducation en ligne, et des questions concernant l'utilisation de matériel protégé par le droit d'auteur.